# Толбо
Толбо (монг. Толбо — Пункт, место) — сомон аймака Баян-Улгий, Монголия.
Центр сомона — посёлок Толбо — расположен в 80 километрах от города Улгий и в 1700 километрах от столицы страны Улан-Батора.
Развита сфера обслуживания, имеются туристические базы, школа, больницы.

## История
В 1938 году основан в Кобдоском аймаке.
В 1940 году передан в аймак Баян-Улгий.

## Население
Большую часть населения составляют казахи.

## География
На территории сомона простираются горы Цамбагарав, Гурван Цаст, Буянт, Хатуу, Баруун Хух Сайр, Зуун Хух Сайр, Намаржаа. Самая высокая точка — 4200 метров (Цамбагарав), самая низкая — 2050 метров. Расположены озёра Толбо, Дуруу, Олон, Хонхор, Хаг и другие. Протекают реки Хар Хатуу, Улаан Хатуу, Баруун Хух Сайр, Хойд Бураат, Умнуд Бураат, Сухай и другие. Они богаты рыбой. Водятся аргали, тарбаганы, зайцы, волки, лисы.
Климат резко континентальный. Средняя температура января —15—18°C, июля +12—13°C, среднегодовая норма осадков в горных местах составляет 200—400 мм.
Имеются богатые запасы железной руды, мрамора, биотита.